# 2MASS 1852-3730
2MASS 1852-3730 (= 2MASS J18522528-3730363) is een rode dwerg met een spectraalklasse van M4.5 V. De ster bevindt zich 50,38 lichtjaar van de zon.